# Sambaíba Transportes Urbanos
A Sambaíba Transportes Urbanos Ltda. é uma empresa de transporte público da cidade de São Paulo. Opera, exclusivamente, a área 2 dos subsistemas estrutural (lote E2) e local de articulação regional (lote AR2) de linhas de ônibus municipais da cidade de São Paulo. Seus ônibus são caracterizados pela cor azul escuro. Pertence ao grupo Belarmino, um dos maiores frotistas de ônibus urbanos do Brasil.
Em maio de 2014, a empresa possuía 1.250 ônibus e operava 115 linhas e transportava cerca de 780.000 pessoas por dia e 18,6 milhões por mês.

## História
A Sambaíba foi fundada em 4 de fevereiro de 2004, sendo anteriormente extintas as empresas Auto Viação Brasil Luxo, Auto Viação Nações Unidas, Auto Viação Parada Inglesa, Via Norte Transportes Urbanos e Viação São Paulo encerrando as sua atividades em dezembro de 2003, pouco depois da implantação do Sistema Interligado de Transportes na cidade de São Paulo. A empresa foi criada com a frota e estrutura operacional das seguintes empresas: Auto Viação Brasil Luxo Ltda., Via Norte Transportes Urbanos Ltda. e Viação São Paulo (as três pertencentes ao Grupo Belarmino). A Via Norte Transportes Urbanos Ltda., pouco antes da criação da Sambaíba, já havia assumido a operação de todas as linhas, uma das garagens e 30 ônibus da Auto Viação Nações Unidas Ltda., (que deixou de operar na cidade de São Paulo com a implantação do novo sistema de transportes), bem como alguns ônibus e algumas linhas da ARC Transportes Ltda. A fim de operar todas as linhas que assumira com a frota requerida pelo gestor, a Sambaíba também remanejou ônibus de outras empresas do grupo no interior do estado para sua frota na cidade de São Paulo.
A empresa adquiriu, pouco tempo após sua fundação, o terreno de uma antiga pedreira na Rua Maria Amália Lopes de Azevedo, no bairro do Tremembé, Zona Norte de São Paulo, que pertencia à Madeirense, e lá instaurou sua sede. Após o início das operações da nova sede, em 24 de novembro de 2006, a empresa recebeu a certificação ISO 9001. A empresa também reorganizou sua estrutura operacional e transferiu as operações da garagem que pertencia à antiga Viação Nações Unidas Ltda, no Jd. Cachoeira, para sua nova sede. Alguns anos mais tarde, a empresa construiu outra garagem próxima ao entroncamento entre as rodovias Fernão Dias e Presidente Dutra e reorganizou sua estrutura operacional novamente, desativando a garagem que havia pertencido à Viação Parada Inglesa (desde meados dos anos 70 até 1996) e à Via Norte Transportes Urbanos (de 1996 até a criação da Sambaíba), no Pq. Edu Chaves.
Com isso, da estrutura operacional herdada das empresas que operavam na Zona Norte antes de sua criação, em 2011, restaram sob o comando da Sambaíba apenas as garagens que pertenceram à Auto Viação Brasil Luxo, localizadas no Jd. Pery e no Imirim.

## Garagens
A Sambaíba opera, atualmente, quatro garagens - todas elas localizadas na Zona Norte de São Paulo. São elas:
- Garagem do Jd. Pery - Situada na Rua Elza Guimarães, 589
- Garagem do Imirim - Situada na Rua Quirinópolis, 62
- Garagem Fernão Dias -Situada na Avenida João Simão de Castro, 2100, ao lado do Terminal de Cargas Fernão Dias
- Garagem Central - Situada na Rua Maria Amália Lopes de Azevedo, 1705, no Jd. Tremembé

## Áreas de Atuação

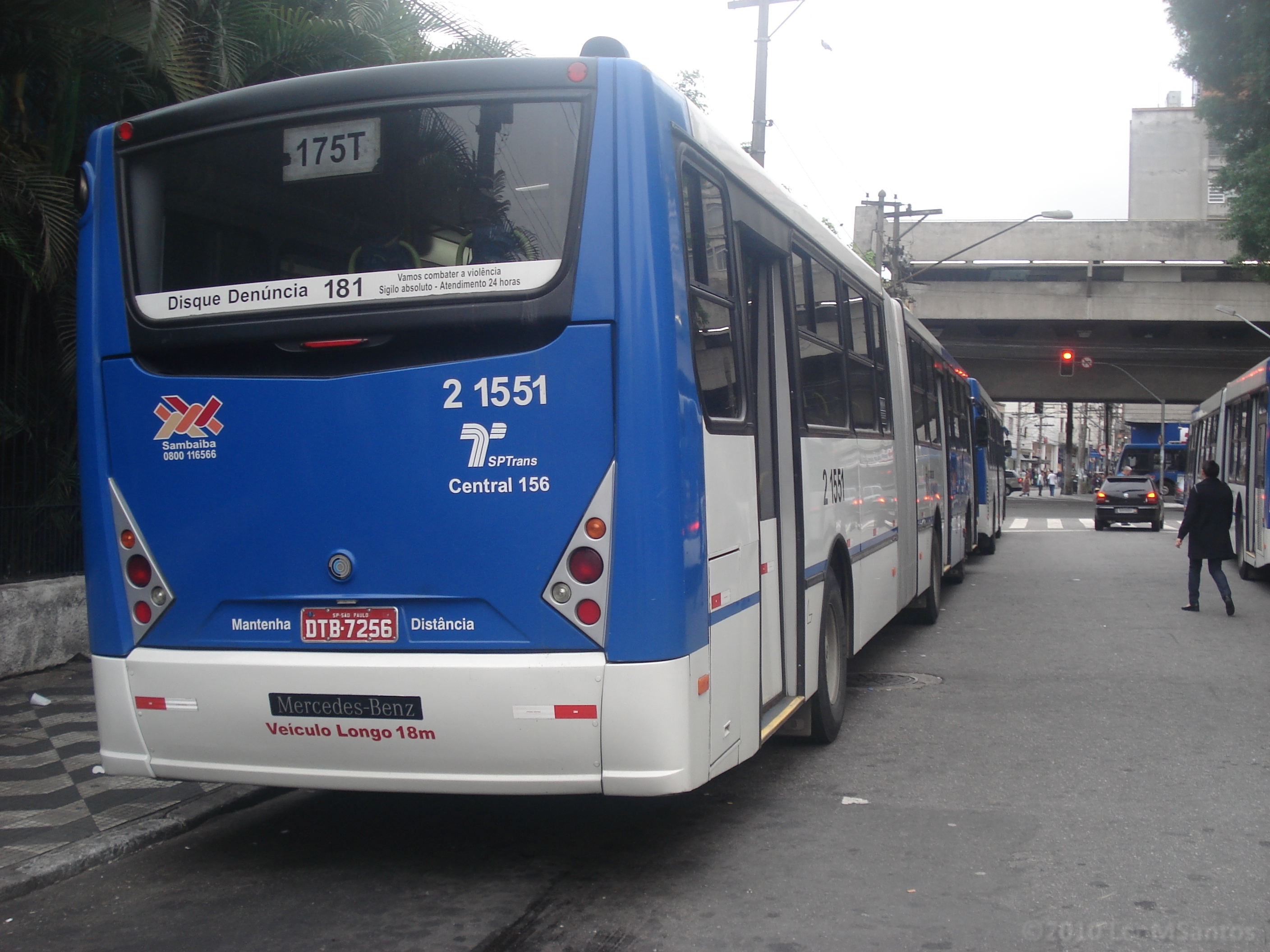
CAIO-Induscar Millennium II sobre chassis O-500MA da Sambaíba no Terminal Santana, Zona Norte de São Paulo.

A Sambaíba opera linhas que atendem a quase todas as regiões de São Paulo, bem como linhas que passam pelo município de Guarulhos.
- A maior parte das linhas da Área 2 - Norte - é operada pela Sambaíba.
- Na Área 1 - Noroeste - a Sambaíba opera linhas como a 971C-10 (Metrô Santana - Cohab), 971D-10 (Jardim Damasceno - Center Norte), 971M-10 (Vila Penteado - Metrô Santana), 971R-10 (Metrô Santana - Estação Jaraguá) e 971V-10 (Jardim Vista Alegre - Center Norte)
- Na Área 3 - Nordeste - a empresa opera as linhas 271A-10 (Metrô Santana - Term. Penha), 271A-51 (Metrô Santana - Cangaíba), 278A-10 (Metrô Santana - Penha) e 271P-10 (Estação da Luz - Cangaíba).
- Na Área 4 - Leste - a Sambaíba opera a linha 351F-10 (Jaçanã - Term. Vila Carrão).
- A empresa opera também a linha 174M-10 (Jardim Brasil - Museu do Ipiranga), cujo terminal secundário fica no limite entre o centro expandido e a Área 5 - Sudeste.
- Na Área 6 - Sul - a Sambaíba opera a linha 175T-10 (Metrô Santana - Metrô Jabaquara).
- Na Área 8 - Oeste - as linhas operadas pela empresa são 177H-10 (Metrô Santana - Butantã-USP, via Angélica), 701U-10 (Metrô Santana - Butantã-USP, via Consolação) e 178T-10 (Metrô Santana - Ceasa).
- Um pequeno trecho do itinerário das linhas 1765-10 (Jd. Cabuçu - Metrô Tucuruvi, via Avenida Guapira) e 1778-10 (Jd. Cabuçu - Metrô Santana, via Avenida Cel. Sezefredo Fagundes), ambas operadas pela Sambaíba, está dentro dos limites do município de Guarulhos. Apesar de ter autorização para operação apenas no município de São Paulo, isso ocorre porque, com a duplicação da Rodovia Fernão Dias na década de 90 e a decorrente reorganização das vias de trânsito no distrito do Jaçanã, a passagem por Guarulhos era a única opção que restou para manter o atendimento de ônibus ao bairro sem maiores alterações ao itinerário da linha. Este trecho também era utilizado pela linha 157U-10 (Jaçanã - Itaim Bibi), operada pela extinta Viação Nações Unidas, que também atendia ao bairro do Jd. Cabuçu, bem como pelas linhas 107T-10 e 107T-31 no período em que ambas faziam a ligação entre o Jd. Cabuçu e a Cidade Universitária. As linhas 107T-10 e 107T-31 foram encurtadas, tendo seu ponto inicial alterado para a estação Tucuruvi do Metrô e, em seu lugar, foi reativada a linha 1765-10 (Jd. Cabuçu - Metrô Tucuruvi).

A Sambaíba também opera linhas especiais temporárias criadas para atender eventos na cidade de São Paulo, que geralmente ligam uma estação de metrô ao local do evento, especialmente eventos realizados na Zona Norte de São Paulo, mas também aqueles realizados em outras regiões, como é o caso das corridas de Fórmula 1 realizadas no autódromo de Interlagos, na Zona Sul de São Paulo.

## Frota
A frota da Sambaíba é composta exclusivamente por ônibus com chassis Mercedes-Benz (uma vez que a empresa pertence ao mesmo grupo proprietário da concessionária Mercedes-Benz homônima) e carrocerias CAIO-Induscar (majoritariamente), Marcopolo e Busscar. Em se tratando de tipo de veículos, por outro lado, a empresa tem uma das frotas mais diversificadas da cidade de São Paulo, operando micro-ônibus, ônibus comuns de 11, 12 e 13 metros, ônibus articulados de três eixos e 18 metros de comprimento e ônibus articulados de quatro eixos de 23 metros de comprimento (conhecidos como "superarticulados").
Quando assumiu a operação da área 2, a maior parte da frota da Sambaíba era composta por ônibus simples de motor dianteiro, suspensão metálica (semelhante à suspensão de caminhões) e portas estreitas - à exceção de poucas unidades do Mercedes-Benz O-371UL. No momento de sua criação, a frota da empresa era composta dos seguintes modelos:
- Busscar Urbanuss Pluss sobre chassi Mercedes-Benz OF-1721, com motorização dianteira, transmissão manual e suspensão metálica;
- Busscar Urbanuss sobre chassi Mercedes-Benz OF-1417, com motorização dianteira, transmissão manual e suspensão metálica; a Sambaíba operou apenas uma unidade nessa configuração, que foi veículo de testes da Mercedes-Benz, sendo uma das primeiras empresas a operar um ônibus com motor eletrônico em linha regular urbana no Brasil;
- CAIO-Induscar Vitória sobre chassi Mercedes-Benz OF-1620, com motorização dianteira, transmissão manual e suspensão metálica;
- CAIO-Induscar Alpha sobre chassis Mercedes-Benz OF-1620 e OF-1721, com motorização dianteira, transmissão manual e suspensão metálica;
- CAIO-Induscar Apache S21 sobre chassis Mercedes-Benz OF-1721 e OF-1417 (estes provenientes da Auto Viação Nações Unidas Ltda.), com motorização dianteira, transmissão manual e suspensão metálica;
- CAIO-Induscar Piccolo sobre chassis Mercedes-Benz LO-814 e LO-914, todos equipados com ar-condicionado;
- Engerauto Thor, sobre chassi Mercedes-Benz OF-1318, com motorização dianteira, transmissão manual e suspensão metálica;
- Marcopolo Torino GV sobre chassi Mercedes-Benz OF-1620, com motorização dianteira, transmissão manual e suspensão metálica;
- Marcopolo Torino G6 sobre chassi Mercedes-Benz OF-1721, com motorização dianteira, transmissão manual e suspensão metálica;
- Mercedes-Benz O-371UL, ônibus integral (monobloco) de motorização traseira, transmissão manual e suspensão a ar;
- Neobus Mega, sobre chassi Mercedes-Benz OF-1620, com motorização dianteira, transmissão manual e suspensão metálica;
- Thamco Scorpion, sobre chassi Mercedes-Benz OF-1318, com motorização dianteira, transmissão manual e suspensão metálica.

Logo após o início de suas operações, a empresa adquiriu um grande lote de ônibus com carroceria CAIO-Induscar Apache VIP, montados sobre chassis OF-1417, OF-1721 e OF-1722; um pequeno lote de ônibus com carroceria Marcopolo Viale, montados sobre chassi Mercedes-Benz OF-1721 (um deles equipado com ar-condicionado); e outro pequeno lote de micro-ônibus com carroceria Marcopolo Sênior, montados sobre chassi Mercedes-Benz LO-914 (todos equipados com ar-condicionado).
Com a desativação dos Mercedes-Benz O-371UL por atingirem o limite máximo de tempo de operação, a empresa passou a operar apenas com veículos de motor dianteiro por um tempo, até a incorporação de dois ônibus com motorização traseira em sua frota, movidos a gás natural, com carroceria CAIO-Induscar Millennium II, sobre chassis Mercedes-Benz OH-1623LG, dotados de suspensão a ar. Os ônibus faziam parte de um projeto da cidade de São Paulo que visava ao aumento da frota de veículos operados com combustíveis alternativos ao Diesel. Foram adquiridos, no entanto, apenas essas duas unidades.
Alguns anos depois, a empresa testou um ônibus, modelo CAIO-Induscar Millennium II sobre chassi Mercedes-Benz O-500M Buggy, com piso baixo apenas no entre-eixos do veículo, equipado com suspensão a ar e sistema de rebaixamento para facilitar o embarque, motor traseiro e transmissão manual. Após testar essa configuração, a empresa encomendou um lote de aproximadamente 300 ônibus similares, que se diferenciam do protótipo testado por terem janelas maiores. Logo em seguida, a empresa adquiriu um lote de veículos de piso baixo, com carroceria CAIO-Millennium II sobre chassis Mercedes-Benz O-500U e um lote de ônibus articulados dos modelos Mercedes-Benz O-500MA (com carrocerias CAIO-Induscar Millennium e Busscar Urbanuss Pluss) e O-500UA (com carroceria CAIO-Induscar Mondego, de piso baixo e com freios a disco), todos com transmissão automática VOITH-DIWA de 4 velocidades. Gradualmente, a empresa substituiu as rodas de ferro por rodas de alumínio no eixo traseiro da maioria dos veículos articulados (alguns em todos os eixos).
Em 2011, a empresa adquiriu mais um lote de ônibus com motorização traseira e suspensão a ar, com carroceria CAIO-Induscar Millennium II montados sobre chassi Mercedes-Benz O-500M, todos com transmissão manual de seis velocidades e três portas à direita, a maioria com 12 metros de comprimento e alguns com maior capacidade, com 13,2 metros de comprimento. Meses depois, no mesmo ano, foram incorporados à frota da empresa mais um lote de ônibus com carroceria CAIO-Induscar Millennium II, dessa vez com chassi Mercedes-Benz O-500U, de piso baixo e transmissão automática VOITH-DIWA, com duas portas à direita e duas portas à esquerda.
Em 2013, a empresa adquiriu um lote de ônibus de piso baixo com carroceria CAIO-Induscar Millennium BRT montados sobre chassi Mercedes-Benz O-500U, todos com transmissão automática. A novidade ficou por conta da diversificação do fornecedor da transmissão - alguns são equipados com transmissão automática VOITH-DIWA de quatro velocidades e alguns com transmissão automática ZF-ECOMAT de seis velocidades.
No mesmo ano, a empresa também adquiriu cerca de 80 ônibus articulados de quatro eixos e 23 metros de comprimento. Todos esses veículos têm carroceria CAIO-Induscar Millennium BRT e chassis Mercedes-Benz O-500UDA com eixo traseiro direcional, freios a disco, sistema ABS e transmissão automática VOITH-DIWA de quatro velocidades. Dois deles têm espaço para bicicletas e portas alinhadas à carroceria com abertura para fora do veículo.
Para o ano de 2014, está prevista a substituição dos micro-ônibus com ar-condicionado, modelo Marcopolo Sênior montados sobre chassis Mercedes-Benz LO-914, por micro-ônibus do modelo CAIO-Induscar Foz, montados sobre chassis LO-916. Os novos micro-ônibus possuem duas portas à direira, sendo uma delas larga (contra uma única porta estreita no modelo Sênior), e são equipados com elevador para embarque de cadeirantes. Os novos micros, no entanto, não possuem sistema de ar-condicionado como os veículos que vão substituir.
Em setembro de 2014, a frota da empresa é composta dos seguintes modelos:
- CAIO-Induscar Apache VIP sobre chassis Mercedes-Benz OF-1417, OF-1721 e OF-1722, todos com motor dianteiro, transmissão manual e suspensão metálica (semelhante à suspensão de caminhões);
- CAIO-Induscar Millennium II sobre chassis Mercedes-Benz O-500M (piso regular e piso baixo central, todos com motor traseiro, transmissão manual e suspensão a ar), O-500U (todos de piso baixo, motor traseiro, transmissão automática VOITH-DIWA de quatro velocidades, freios a disco e suspensão a ar) e O-500MA (articulados de piso regular, com motor traseiro, transmissão automática VOITH-DIWA de quatro velocidades e suspensão a ar);
- CAIO-Induscar Mondego HA sobre chassis Mercedes-Benz O-500UA (articulados de piso baixo, motor traseiro, transmissão automática VOITH-DIWA de quatro velocidades, freios a disco e suspensão a ar);
- CAIO-Induscar Millennium BRT sobre chassis Mercedes-Benz O-500U (rígidos) e O-500UDA ("super-articulados"), todos de piso baixo, motor traseiro, transmissão automática (VOITH-DIWA e alguns O-500U, ZF-ECOMAT) e suspensão a ar. Os "super-articulados" possuem sistema ABS e eixo traseiro direcional;
- Busscar Urbanuss Pluss sobre chassis Mercedes-Benz OF-1418, OF-1722 (todos com motor dianteiro, transmissão manual e suspensão metálica (semelhante à suspensão de caminhões) e O-500MA (articulados com motor traseiro, transmissão automática VOITH-DIWA de quatro velocidades e suspensão a ar);
- Marcopolo Viale sobre chassis Mercedes-Benz OF-1721 todos com motor dianteiro, transmissão manual e suspensão metálica (semelhante à suspensão de caminhões. Um deles equipado com ar-condicionado);
- Marcopolo Sênior sobre chassis Mercedes-Benz LO-915, todos com apenas uma porta para embarque e desembarque e equipados com ar-condicionado.

Apesar da modernização da frota da empresa nos últimos anos, nota-se uma crescente queda de qualidade na manutenção e limpeza dos veículos mais antigos. Em alguns veículos, o estofamento de alguns bancos estão soltos, as laterais descascando e há até goteiras em dias de chuva. Em setembro de 2014, o Tribunal de Contas do Município de São Paulo recomendou a suspensão do contrato entre a Sambaíba e a cidade de São Paulo após a constatação de má prestação de serviços evidenciada, entre outros itens, pela má conservação de frota e operação com veículos acima da idade limite permitida em contrato.
A empresa respondeu à acusação por meio do sindicado que representa as empresas de ônibus que operam no município de São Paulo, dizendo que "os ônibus com mais de dez anos de fabricação só são usados em emergências, como quando o Plano de Atendimento entre Empresas de Transporte em Situação de Emergência (Paese) é acionado" e que a empresa está se preparando "com veículos mais apropriados e sistema de controle de operação mais modernos e que possam atuar em tempo real para que possa melhorar o atendimento da população".
Além disso, com renovação da frota em progresso no ano de 2014, a empresa, que já operou uma das maiores frotas de ônibus com ar-condicionado da cidade de São Paulo, deixará de oferecer esse conforto ao usuário de suas linhas, uma vez que os ônibus equipados com ar-condicionado devem deixar a frota por excederem o limite de dez anos de fabricação e nenhum dos ônibus adquiridos na renovação desses têm o equipamento.

## Divisão em lotes
A numeração da frota da Sambaíba está organizada em dois lotes. São eles:
- Lote 2 1*** - Sambaíba Transportes Urbanos Ltda. - E2
- Lote 2 2*** - Sambaíba Transportes Urbanos Ltda. - AR2

## Terminais atendidos
- Terminal Amaral Gurgel
- Terminal Ana Rosa
- Terminal Bandeira
- Terminal Barra Funda
- Terminal Belém
- Terminal Brás
- Terminal Casa Verde
- Terminal Cidade Universitária
- Terminal Conceição
- Terminal Correio
- Terminal Jabaquara
- Terminal Parque Dom Pedro II
- Terminal Penha
- Terminal Princesa Isabel
- Terminal Santana
- Terminal Tietê
- Terminal Vila Carrão
- Terminal Vila Madalena
- Terminal Vila Nova Cachoeirinha